# I Zwicky 18
I Zwicky 18 (I Zw 18, обозначение по каталогу Цвикки) — согласно первоначальным данным исследований считалась самой молодой из обнаруженных галактик. Согласно им, её возраст оценили в около 500 миллионов лет (для сравнения: наша галактика Млечный Путь образовалась около 12 миллиардов лет назад, и это типичный возраст для галактик во Вселенной). Однако позже в ней были найдены звёзды с возрастом в 1 миллиард лет, а, возможно, и с возрастом до 10 миллиардов. Таким образом, эта галактика могла сформироваться примерно в то же время, что и большинство остальных галактик.

## Контекст
Галактика была впервые идентифицирована швейцарским астрономом Фрицем Цвикки в ходе фотографического обзора галактик в 1930-х годах.

## Расстояние
Первоначальные данные расстояния до галактики в 45 миллионов световых лет от нас также впоследствии были заметно уточнены.
Астрономы из Института исследований космоса с помощью космического телескопа в Балтиморе, штат Мэриленд, и Европейского космического агентства определили расстояние, наблюдая переменные звёзды цефеиды в I Zwicky 18. Эти массивные мигающие звёзды пульсируют в регулярном ритме. Время их пульсаций напрямую связано с их яркостью. Команда определила наблюдаемую яркость трёх цефеид и сравнила ее с реальной яркостью, предсказанной теоретическими моделями. Эти модели были рассчитаны специально для дефицита тяжёлых элементов в I Zwicky 18, что указывает на то, что звёзды галактики образовались до того, как эти элементы стали в изобилии во Вселенной. Расстояние до цефеид также было подтверждено наблюдаемой яркостью самых ярких красных звёзд старше одного миллиарда лет.
Согласно наблюдениям переменных цефеид, I Zwicky 18 находится на расстоянии около 59  миллионов световых лет и это объясняет, почему астрономы не обнаруживали до сих пор внутри галактики старые звёзды: старые звёзды очень тусклые и находятся на пределе чувствительности телескопа Хаббл.

## Классификация
I Zwicky 18 классифицируется как карликовая неправильная галактика, а также голубая компактная галактика и галактика со вспышкой звездообразования. I Zwicky 18 намного меньше нашего Млечного Пути и имеет в поперечнике всего 3000 световых лет. I Zwicky 18, возможно, все ещё создает звёзды населения III — спектроскопия показывает, что его звёзды почти полностью состоят из водорода и гелия, а более тяжёлые элементы почти полностью отсутствуют. Концентрированные голубовато-белые узлы в центре галактики представляют собой две основные области звёздообразования, где звёзды формируются с бешёной скоростью. Тонкие голубые нити, окружающие центральные области звёздообразования, представляют собой пузырьки газа, которые были унесены звёздным ветром и взрывами сверхновых от предыдущего поколения горячих молодых звёзд. Сейчас этот газ нагревается интенсивным ультрафиолетовым излучением, испускаемым новым поколением горячих молодых звёзд.

## Химический состав
Уже первые спектроскопические исследования показали, что эта галактика обладает аномально малым содержанием металлов, что свойственно молодым галактикам. Более того, I Zw 18 даже стала классическим примером галактики с малой металличностью.

## Исследования галактики
Удивительным стал факт очень малой первоначальной скорости звёздообразования (или быстрое почти полное его прекращение вскоре после образования галактики) и значительного всплеска его скорости в недавнем прошлом. Скорее всего это произошло из-за взаимодействия с другой галактикой. Галактика-компаньон находится чуть выше и левее I Zwicky 18. Компаньон может взаимодействовать с I Zwicky 18, гравитационно притягивая галактику. Взаимодействие могло спровоцировать недавнее звёздообразование в галактике, ответственное за молодой вид. Помимо голубовато-белых молодых звёзд, как в I Zwicky 18, так и в его спутнике видны бело-красные звёзды. Возраст этих звёзд может достигать 10 миллиардов лет. Красноватые протяжённые объекты, окружающие I Zwicky 18 и его компаньона, представляют собой древние, полностью сформировавшиеся галактики разной формы, находящиеся гораздо дальше.
"Несмотря на то, что галактика является не столь молодой, как когда-то считали, но, безусловно, она остаётся отсталой и уникальной в ближайшей области Вселенной" — сказал астроном Алессандр Алоиси из научного института Европейского космического агентства.
На примере этой галактики астрономы могут увидеть, как могла выглядеть наша собственная галактика в прошлом. Сейчас I Zwicky 18 пребывает в эмбриональном состоянии: она представляет собой облако холодного газа, которое состоит главным образом из водорода и гелия. Из более тяжёлых элементов в ней обнаружены только ничтожные следы углерода, азота и кислорода, которые обычно образуются в уже сформировавшихся звёздах. Таким образом, из газа этой галактики звезды не образовывались.
Пока непонятно, почему газ, содержащийся в этой небольшой галактике, просуществовал так долго и не коллапсировал под действием сил гравитационного притяжения. До сих пор считалось, что формирование галактик происходило в течение первого миллиарда лет после Большого Взрыва, но никак не 13 миллиардов лет спустя. Поэтому астрономы рассчитывали найти молодые галактики на самом краю Вселенной, а не на расстоянии 59 миллионов световых лет. Возможно, I Zwicky 18 представляет собой единственный объект, на примере которого астрономы могут в подробностях исследовать блоки, из которых строятся галактики.
В 2015 году исследование обнаружило очень большую область ионизированного гелия в этой небольшой галактике, которая чаще встречается в очень далёких галактиках с низким содержанием металлов. Ионизация гелия подразумевает наличие объектов, испускающих достаточно интенсивное излучение, чтобы выбить электроны из атомов гелия. Обычные источники ионизации, такие как звёзды Вольфа-Райе — очень массивные и с очень сильным звёздным ветром — или удары, вызванные остатками сверхновых, не могут обеспечить энергию, необходимую для объяснения гало ионизированного гелия, присутствующего в галактике. Поэтому ученые заключают, что I Zwicky 18 должен содержать звёзды населения III, которых почти нет во всех других галактиках локальной вселенной.